# Jadwa Investment
Jadwa Investment est une société par actions saoudienne fondée en 2005 et dont le siège social est à Riyad.